# Мерщій Петро Пилипович
Мерщій Петро Пилипович (1877—1931) — український політик у Російській імперії. Депутат IV Державної Думи Російської імперії від Київської губернії.
. 

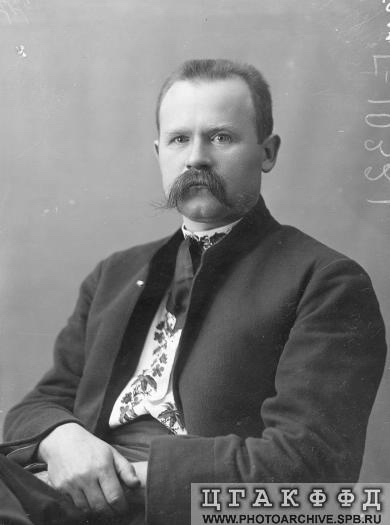
Мерщій Петро Пилипович (1877—1931), депутат IV Державної Думи від Київської губернії (ательє Карла Булли, СПб, 1913)

Убитий комуністами в місцях ув'язнення в РСФСР. 

## Біографічні відомості
Народився 23 січня 1877 р. в містечку Германівка Германівської волості Київського повіту Київської губернії, помер у 1931 р. в концтаборі м. Кіренськ Іркутської обл.

Селянин. Одержав домашню освіту. Проходив військову службу у Київському військово-окружному суді, вийшов в запас у 1899. Був волосним писарем Ржищевської та Германівської волостей. Київський повітовий земський інструктор з кооперації. Київський повітовий земський гласний (1911).

Займався рільництвом (10 десятин надільної, 42 десятини власної землі).

Користувався повагою жителів Германівської волості, які вскладчину оформили йому купчу на 42 десятини «неудоб» —- зарослий чагарниками схил гори на березі р. Красна між Германівкою та Красною Слободкою з метою додержання земельного цензу для дрібних землевласників, які мали право бути уповноваженими від волостей.

25 жовтня 1912 вибраний до 4-ї Державної Думи з'їздом уповноважених від волостей.

22 вересня 1913 р. був присутній на урочистому відкритті робіт з будівництва залізниці Київ-Волинський — Козин — Трипілля — Обухів — Германівка разом з віце-губернатором Б. Д.Кашкаровим, депутатом Державної думи В. Я.Демченко, комендантом Київської фортеці генерал-майором П. В.Медером, начальником військових сполучень генерал-майором Ф. С.Рербергом, предводителем дворянства Київського повіту П. М.Гудим-Левковичем та ін. (газета Киевлянин, 23.09.1913). Залізниця будувалась на замовлення цукрозаводчика М. І.Терещенка, але з початком 1-ї Світової війни 1914–1918 будівництво було зупинено.

Після початку 1-ї Світової війни організував в Київській губернії мережу кравецьких майстерень для постачання армії шинелями. За деякими даними, був звинувачений у махінаціях при поставках в діючу армію шинелів і ременів, а також у привласненні майна компаньйонів.

Після окупації Української Народної Республіки військами комуністичної Московщини відійшов від політики і намагався організувати в Германівці птахоферму.

1928 р. заарештований окупаційними органами влади, висланий ними з України - до міста Кіренська Іркутської области РСФСР. Згодом, уже за місцем ув'язнення, звинувачений в націоналізмі та агітації проти незаконного вилучення земельних наділів у власників ("колективізації"). Розстріляний у 1931 р.

Депутати М. М. Ічас, Н. О. Янушкевич, П. П. Мерщій, К. К. Фірсов, Таврійський сад (Журнал «Искры», № 21, 1914)

## Сім'я
Один з предків Мерщія П. П. —- Юхим, козак Білоцерківського полку. 

Батько —- Пилип Мерщій, мати —- Єфимія. Мав трьох братів (Родивон, Платон, Олександр) та двох дочок (Валентина, Лариса — 22.03.1908).

Мерщій Петро Пилипович
(ательє Карла Булли, СПб, 1914)

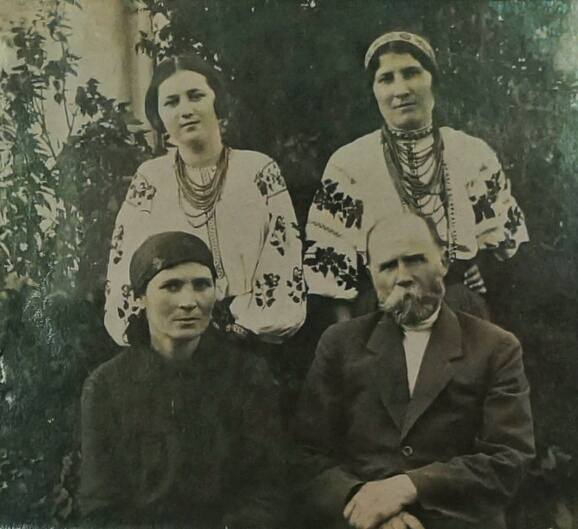
Мерщій Петро Пилипович
з дружиною та дочками Ларисою та Валентиною, 3 травня 1926 р.

## Діяльність в IV Державній думі
Входив до фракцій російських націоналістів та помірковано-правих, з 2-ї сесії —- до Незалежної групи. Секретар (сесії 1-2) та член бюро Селянської групи. Член комісій: продовольчої, земельної, для вироблення законопроекту про збори, про торгівлю і промисловість, про виконання державного розпису прибутків та витрат.
Речь Мерщий П. Ф. (Киевская губерния) 7 декабря 1912 г.
(в оригіналі стенограми: Речь Мерециго)
Гг. члены Государственной Думы.
По поводу декларации г. Председателя Совета Министров я уполномочен от крестьянской группы заявить Государственной Думе следующее: крестьянская группа не считает для себя возможным в настоящее время выступить со всесторонним политическим ответом на декларацию г. Председателя Совета Министров; однако считает нужным отметить, с одной стороны, полное отсутствие в декларации указаний о целом ряде мероприятий самых существенных для крестьян и мероприятий, так сказать, первой важности, первой необходимости, как например: о правовом положении крестьян, о мерах к устранению малоземелья, об освобождении предметов первой необходимости от налогов, о сложении с крестьян натуральных повинностей (голоса слева: правильно), о борьбе с пьянством и другими народными бедствиями (рукоплескания слева), а, с другой стороны, недостаточное освещение им не менее важных для крестьянства общегосударственных вопросов, как-то: общественное призрение, дорожное дело и, в особенности, гг., народное образование (рукоплескания слева и в центре), которое в настоящее время страдает от междуведомственной розни и от вредной тенденциозности (рукоплескания слева); а потому крестьянская группа, постановив следующее, поручила мне заявить: признавая необходимым отметить неполноту программы по вопросам жизни, касающимся интересов широких масс населения и, в частности, крестьянства, крестьянская группа заявляет Государственной Думе, что все интересующие крестьян вопросы будут выдвинуты крестьянской группой в свое время и тогда будут освещены надлежащим образом с крестьянской точки зрения (рукоплескания слева и на отдельных скамьях в центре).
26 лютого 1914 р. виступив в Думі з вимогою відмінити заборону святкування ювілею Т.Шевченка.
«Все то, что говорилось с этой трибуны, все то, что писалось в газетах о популярности поэта Шевченко среди украинского народа, все это далеко недостаточно для того, чтобы иметь полное представление о том, как в действительности чтит и любит своего поэта простой украинский народ… Кто был на могиле Шевченко, тот видел, как крестьяне массами идут на могилу, чтобы поклониться праху любимого поэта, тот видел, как эти посетители на могиле с обнаженными головами поют и читают произведения Шевченко… Так себя ведут только в молитвенных домах. Кто был в украинской деревне, тот видел, что почти в каждой хате красуется портрет Шевченко на самом почетном месте, убранный рушниками и квитками, почти в каждой семье украинской имеется портрет Шевченко и его „Кобзарь“. Этот „Кобзарь“ почти каждый грамотный и неграмотный знает на память. Кто все это знает, тот не скажет, что Шевченковскими торжествами заинтересована только интеллигенция, — сепаратисты, утописты. Ими заинтересован весь украинский народ, жертвовавший свои трудовые гроши на сооружение памятника поэту. Уже около 50 лет украинский народ празднует ежегодно роковины Шевченко. Это обычно служатся панихиды, устраивают в иных местах любительские спектакли или литературные вечера; все это до сих пор не запрещалось, и все это не угрожало единству и целости России, и лишь в этом году почему-то не позволяют чествовать память Шевченко, не позволяют молиться о рабе Божием Тарасе. Хочется спросить: почему это?.. Неужели потому, что Шевченко был крестьянский поэт, вышел из крестьян, что он, как называют его в бюрократических сферах, мужицкий поэт? Но всему бывает предел. Можно не давать народу просвещаться, закрывать у нас на Украине библиотеки и всякие просветительные общества; можно изъять из библиотек у нас на Украине — из школьных библиотек популярные издания по сельскому хозяйству, по кооперации, по медицине и проч. лишь только потому, что они написаны на народном языке; можно запрещать на школьных елках детям петь свои народные любимые ими песни и читать на материнском языке в переводе басни Крылова; можно, наконец, запретить поставить в Киеве монумент Шевченко, но никакими циркулярами никакая человеческая сила не может запретить народу любить того, кого он обожает…»
(Стенографический отчет. Государственная дума. Четвертый созыв. Сессия II. Часть II. Заседание 40-е. 26 февраля 1914 г.).